# Мушфигабад
Мушфигабад (азерб. Müşfiqabad) — посёлок городского типа в административном подчинении Карадагского района города Баку, Азербайджан.

## История
Посёлок заложен в 1980-х годах в связи со строительством бакинской бройлерной фабрики. В 1984 году сданы в эксплуатацию первые два общежития фабрики. В 1985-1987 годах построены новые девятиэтажные жилые дома.
20 апреля 1988 года, согласно постановлению Верховного Совета Азербайджанской ССР №1096-XI, Мушфигабад получил статус поселковой административно-территориальной единицы. Назван в честь народного поэта Азербайджана Микаила Мушфига.

## Социальные объекты
На территории поселка действуют средняя школа, поликлиника, станция скорой медицинской помощи, дом культуры, библиотека, мечеть.
28 декабря 2012 года в поселке Мушфигабад сдан в эксплуатацию новый жилой массив, построенный для 1440 семей вынужденных переселенцев. Площадь массива составила 22 гектара. Из 1440 квартир 211 - однокомнатные, 659 – двухкомнатные, 429 - трехкомнатные, 141 - четырехкомнатные. Сметная стоимость массива составила 127,5 млн. манатов.